# Esther Gadelius
Esther Fredrika Gadelius, född Sidner 30 augusti 1866 i Härnösand, död 24 juli 1922 på Norrstig i Älandsbro, Säbrå socken, Ångermanland, var en svensk sångerska (sopran). Hon var dotter till Anders Sidner och var från 1897 gift med Bror Gadelius.
Hon studerade 1884-90 vid Musikkonservatoriet i Stockholm, sång under Julius Günther och även piano, varefter hon gjorde en lyckad debut 1890. Hon fortsatte sina sångstudier i Paris, där Jules Massenet blev hennes konstnärlige rådgivare. Tillsammans med honom och Alexandre Guilmant med flera gjorde hon framgångsrika turnéer i Frankrike, Belgien, England och Nederländerna. År 1895 återvände hon till Sverige, där hon med framgång framträdde som solist vid symfoni- och körkonserter, men drog sig alltmer tillbaka efter giftermålet. Hon blev ledamot av Musikaliska akademien 1921.